# Jill Böttcher
Jill Tinka Böttcher da sposata Schulz (Berlino, 7 novembre 1986) è una doppiatrice e attrice tedesca.

## Biografia
Ha iniziato la carriera di attrice da bambina in un episodio nella serie televisione Ciao dottore!.
È sposata con il collega doppiatore Sebastian Schulz con il quale ha tre figli.

## Filmografia

### Televisione
- Wolff, un poliziotto a Berlino (Wolffs Revier)  - serie TV (1 episodio) (1994)
- Ciao dottore! (Hallo, Onkel Doc!) - serie TV (1 episodio) (1996)
- Sabine! - serie TV (1 episodio) (2005)

## Doppiaggio

### Film
- Ellen Wong in Scott Pilgrim vs. the World (2010)
- Britt Robertson in Scream 4 (2011)

### Serie televisive
- Lindsey Shaw in Ned - Scuola di sopravvivenza
- Ariana Grande in Sam & Cat, Victorious
- Alessandra Torresani in The Big Bang Theory
- Abigail Cowen in Fate: The Winx Saga

### Serie televisive d'animazione
- Bloom in Winx Club (2004-2019)
- Bra in Dragon Ball GT
- Konoka Konoe in Negima
- Gwen Stacy in The Spectacular Spider-Man (2008-2009)
- Mina Simington in Yu-Gi-Oh! 5D's (2009-2010)
- Maosha in Sfondamento dei cieli Gurren Lagann (2009)
- Priscilla in Gunslinger Girl (2009)
- Katana in Batman: The Brave and the Bold (2010-2014)
- Daphne Blake in Scooby-Doo! Mystery Incorporated (2012-2014)
- Cathy Katherine in Yu-Gi-Oh! Zexal (2012-2014)
- Sabrina Raincomprix in Miraculous - Le storie di Ladybug e Chat Noir (2016-in corso)
- Bloom in World of Winx (2016-2017)
- Maliga in Elena di Avalor
- Gigi Thompson in Inside Job (2021-2022)

### Videogiochi
- Daphne Blake in LEGO Dimensions